# Alexander-von-Humboldt-Gebirge
Alexander-von-Humboldt-Gebirge är en bergskedja i Antarktis. Den ligger i Östantarktis. Norge gör anspråk på området.
Alexander-von-Humboldt-Gebirge sträcker sig 6,4 kilometer i nord-sydlig riktning. Den högsta toppen är Altartavla, 2 742 meter över havet.
Topografiskt ingår följande toppar i Alexander-von-Humboldt-Gebirge:
- Altartavla
- Gora Kameneckogo